# Lucanus deuvei
Lucanus deuvei es una especie de coleóptero de la familia Lucanidae.

## Distribución geográfica
Habita en Kashmir (India).